# Olympische Winterspiele 1924/Teilnehmer (Polen)
Polen nahm an den Olympischen Winterspielen 1924 in Chamonix mit einer Delegation von 4 Athleten in 2 Sportarten teil. Das polnische NOK hatte 7 Sportler zu den Spielen gemeldet, von denen 4 an Wettkämpfen teilnahmen. Die Angehörigen der Militärpatrouille zählen nicht als offizielle Olympiateilnehmer.
Bilanz: Der erfolgreichste Teilnehmer der polnischen Mannschaft war der Eisschnellläufer Leon Jucewicz, der in den Einzelkonkurrenzen auf Plätzen zwischen 14 und 17 landete und im Mehrkampf Achter wurde. Nach der Absage des Eiskunstlaufpaares Pezdymirski war Jucewicz der einzige Pole auf dem olympischen Eisoval. Der Unteroffizier Szczepan Witkowski war der einzige der Militärpatrouille, der auch bei den Langlaufspezialisten startete und über 50 km Platz 21 belegte. Dass dies der letzte Platz war, schmälerte die Leistung des 27-Jährigen keinesfalls. Bedenkt man, dass er innerhalb von nur zwei Tagen 80 km in den Beinen hatte und die Witterungsbedingungen alles andere als gut waren. Zahlreiche Läufer mussten aufgeben oder traten erst gar nicht an. Seine Skisportkollegen Franciszek Bujak und Andrzej Krzeptowski bestachen ebenfalls nur mit mäßigen Leistungen in der Loipe sowie auf der Naturschanze und belegten allesamt hintere Platzierungen.

## Teilnehmer nach Sportarten

### Skisport(3)
- Franciszek Bujak
18-km-Langlauf (Platz 27), Skispringen (dns), Nordische Kombination (dnf)
- Andrzej Krzeptowski
18-km-Langlauf (Platz 28), Skispringen (Platz 21), Nordische Kombination (Platz 19)
- Henryk Mückenbrunn
18-km-Langlauf (dns), Skispringen (dns), Nordische Kombination (dns)
- Szczepan Witkowski
50-km-Langlauf (Platz 21) auch Militärpatrouille

### Militärpatrouille
30 km Militärpatrouille (dnf)
- Stanisław Chrobak
- Stanisław Kondziołka
- Szczepan Witkowski auch Skisport
- Zbigniew Wóycicki Kapitän

### Eiskunstlauf
- L. Pezdymirski
Paarlauf (dns)
- S. Pezdymirski
Paarlauf (dns)

### Eisschnelllauf(1)
- Leon Jucewicz
500 m (Platz 17), 1500 m (Platz 15), 5000 m (Platz 16), 10.000 m (Platz 14), Mehrkampf (Platz 8)